# Голунский, Николай Павлович
Николай Павлович Голунский (1923—1992) — советский инженер-конструктор, кандидат технических наук (1959), ведущий специалист по проектированию и разработке систем телеметрических измерений на ракетах-носителях и космических аппаратах НПО «Энергия», участник первого в мире полёта космического корабля-спутника Восток с человеком на борту (1961).

## Биография
Родился 28 января 1923 года в Москве в семье служащих.

### Образование и участие в Великой Отечественной войне
С 1940 по 1941 год обучался в Московском механико-машиностроительном институте имени Н. Э. Баумана. С 1941 года призван в ряды РККА, участник Великой Отечественной войны после окончания
Военной школы авиационных механиков в составе 609-го истребительного авиационного полка в должности техника по обслуживанию самолётной техники. Прошол всю войну и был участником Кёнигсбергской операции.

### В ОКБ-1 — НПП «Энергия» и участие в создании ракетно-космической техники
С 1946 по 1951 год продолжил обучения в МВТУ имени Н. Э. Баумана по окончании которого был направлен на научно-исследовательскую работу в ОКБ-1 при НИИ-88 (с 1966 года — Центральное конструкторское бюро экспериментального машиностроения, с 1974 года — НПО «Энергия») под руководством С. П. Королёва в должности инженера-конструктора Отдела систем управления под руководством Б. Е. Чертока, с 1954 по 1959 год — руководитель сектора этого отдела, под его руководством сектор занимался проектированием и разработкой систем бортовых измерений и обеспечения телеметрического контроля процессов на ракетах-носителях и космических аппаратах. С 1959 года —
заместитель руководителя испытательного отдела, в 1961 году входил в группу анализа и выдачи экспресс-информации НИИ-4 МО СССР по пилотируемому космическому кораблю «Восток-3».
Н. П. Голунский принимал участие в работах по экспериментальной и лётной отработке ракеты-носителя двухступенчатой межконтинентальной баллистической ракеты «Р-7», первых пилотируемых космических кораблей «Восток» и «Восход», первых и последующих клсмических летательных аппаратов, вращающийся вокруг Земли по геоцентрической орбите — искусственных спутников Земли, он являлся так же участником разработки, изготовления и
и лётно-конструкторских испытаний спутника космической связи «Молния-1 (КА)». Н. П. Голунский занимался работами по созданию систем измерений и радиотехнического комплекса космической ракеты-носителя «Союз» , орбитальных научных станций, осуществлявших полёты в околоземном космическом пространстве с космонавтами и в автоматическом режиме —
«Салют» и «Мир». Н. П. Голунский занимался созданием систем бортовых 
телеметрических измерений для оценки функционирования систем и агрегатов,
на ракете-носителе сверхтяжёлого класса «Н-1» комплекса советской лунно-посадочной пилотируемой программы.
17 июня 1961 года Указом Президиума Верховного Совета СССР «За создание образцов ракетной техники и обеспечение успешного полёта космического корабля-спутника "Восток" и осуществление первого в мире полета этого корабля с человеком на борту» Н. П. Голунский был награждён орденом Трудового Красного Знамени.
Скончался 31 октября 1992 года в Москве, похоронен на Новодевичьем кладбище.

## Награды
- Орден Отечественной войны II степени (06.04.1985)
- два Ордена Трудового Красного Знамени (в том числе 17.06.1961)
- Медаль «За отвагу»
- Медаль «За боевые заслуги» (07.08.1944)[5]
- Орден «Знак Почёта»
- Медаль «За победу над Германией в Великой Отечественной войне 1941—1945 гг.»
- Медаль «За взятие Кенигсберга»[3][2][1]